# William G. Bowdler
William Garton Bowdler (* 27. März 1924 in Buenos Aires, Argentinien; † 19. Januar 2016) war ein US-amerikanischer Diplomat, der Botschafter in mehreren Staaten sowie als Assistant Secretary of State Leiter von Unterabteilungen im US-Außenministerium war.

## Leben
William Garton Bowdler wuchs in Argentinien auf und leistete nach seiner Einwanderung nach Florida von 1944 bis 1946 Militärdienst in der US Army. Während dieser Zeit erfolgte 1945 seine Einbürgerung in die Staatsbürgerschaft der Vereinigten Staaten. Nach seinem Militärdienst begann er 1946 ein Geschichtsstudium an der University of Richmond, welches er 1948 mit einem Bachelor of Arts (BA History) beendete. Ein darauf folgendes postgraduales Studium an der Fletcher School of Law and Diplomacy schloss er 1949 mit einem Master of Arts (MA) ab. Er trat als Foreign Service Officer in den diplomatischen Dienst des Außenministeriums und fand in den folgenden Jahren zahlreiche Verwendungen im Ministerium sowie an Auslandsvertretungen. Er war unter anderem zwischen 1950 und 1951 Forschungsassistent und von 1951 bis 1952 Referent für internationale Verwaltung, ehe er zwischen 1952 und 1956 Referent für internationale Beziehungen in der Unterabteilung Interamerikanische Angelegenheiten war. Anschließend fungierte er von 1956 bis 1961 als Referent für Politik- und Konsularangelegenheiten an der Botschaft in Kuba. Nach seiner Rückkehr war er im Außenministerium zwischen 1961 und 1963 erneut Referent für internationale Beziehungen und von 1963 bis 1964 stellvertretender Koordinator für Kuba-Angelegenheiten sowie schließlich von 1964 bis 1968 Exekutiv-Verbindungsbeamter des Außenministeriums für Lateinamerika zum Weißen Haus und zugleich zwischen 1965 und 1968 auch Leitender Berater für Lateinamerika im Nationalen Sicherheitsrat NSC (National Security Council).
Am 26. September 1968 wurde Bowdler zum Botschafter der Vereinigten Staaten in El Salvador ernannt und übergab dort am 15. November 1968 als Nachfolger von Raul Hector Castro seine Akkreditierung. Er verblieb auf diesem Posten bis zum 2. September 1971 und wurde daraufhin von Henry E. Catto, Jr. abgelöst. Er selbst wiederum wurde am 30. September 1971 zum Botschafter in Guatemala berufen, wo er am 19. Oktober 1971 als Nachfolger von Nathaniel Davis sein Beglaubigungsschreiben überreichte. Er bekleidete dieses Amt bis zum 26. August 1973, woraufhin Francis E. Meloy, Jr. ihn ablöste. Nach seiner Rückkehr war er im Außenministerium zwischen 1973 und 1975 stellvertretender Leiter der Unterabteilung Interamerikanische Angelegenheiten (Deputy Assistant Secretary of State for Inter-American Affairs) und 1974 zeitweilig auch kommissarischer Leiter dieser Abteilung.
William G. Bowdler wurde am 17. März 1975 zum Botschafter in Südafrika ernannt und übergab als Nachfolger von John Hurd am 14. Mai 1975 seine Akkreditierung. Er übte diese Funktion bis zum 19. April 1978 aus und wurde im Anschluss von William B. Edmondson abgelöst. Nach seiner Rückkehr wurde er am 14. April 1978 im Außenministerium als Nachfolger von Harold H. Saunders zum Direktor des Büros Nachrichtendienste und Forschung (Director of the Bureau of Intelligence and Research, im vergleichbaren Rang eines Assistant Secretary of State) berufen und leitete dieses Büro bis zum 17. Dezember 1979, woraufhin Ronald I. Spiers ihm nachfolgte. In dieser Funktion wurde er am 2. Oktober 1978 von US-Präsident Jimmy Carter zum US-Vertreter in der Internationalen Vermittlungsgruppe (International Mediation Group) für Nicaragua ernannt.
Zuletzt wurde er am 17. Dezember 1979 zum Leiter der Unterabteilung Interamerikanische Angelegenheiten (Assistant Secretary of State for Inter-American Affairs) ernannt und übernahm dieses Amt als Nachfolger von Viron P. Vaky offiziell am 4. Januar 1980. Dieses Amt hatte er bis zum 16. Januar 1981 inne und wurde daraufhin durch Thomas O. Enders ersetzt. Er selbst trat daraufhin in den Ruhestand.
Aus seiner Ehe mit Margaret Clark Bowdler (1924–2017) ging der Sohn James Calloway Bowdler (1951–1981) hervor. Nach seinem Tode wurde er auf dem Milden Cemetery in Sharps beigesetzt.